# Linnaemya flavimedia
Linnaemya flavimedia là một loài ruồi trong họ Tachinidae.